# ترشوو
ترشوو (به چکی: Terešov) یک منطقهٔ مسکونی در جمهوری چک است که در ناحیه روکیتسانی واقع شده‌است. ترشوو ۶٫۷ کیلومتر مربع مساحت و ۱۵۲ نفر جمعیت دارد و ۴۰۸ متر بالاتر از سطح دریا واقع شده‌است.